# Ernst Wilster
Ernst Hendrick Glode (Claude) (de) Wilster (21. august 1808 i København – 27. december 1881 sammesteds) var en dansk officer.

## Uddannelse
Han var søn af stabskaptajn, senere oberst Carl Friedrich Wilster (1779-1852) og Dorothea Hermansen Fugleberg (1771-1842). Han trådte 1818 ind i Hæren som volontør, blev landkadet 1819 og erholdt 1822 sekondløjtnants anciennetet. Sine løjtnantsår tilbragte han dels ved Prins Christian Frederiks Regiment, dels ved 1. og 2. jægerkorps og ved Kongens Regiment. Han blev kammerjunker 1828, forfremmedes til premierløjtnant 1831 og til kaptajn ved sidstnævnte regiment 1840. Efter hærreduktionen i 1842 kom Wilster til 1. jægerkorps, ved hvilket han næsten uafbrudt forblev indtil 1860, og det var med denne københavnske afdeling (Kastelsjægerne), at han i den første slesvigske krig vandt sit krigerry.

## Treårskrigen
I fægtningen ved Bov var korpset første gang i ilden, men først i slaget ved Slesvig fik det lejlighed til at udmærke sig under kampen om Annettehöhe. Wilster kæmpede her under F.A. Schleppegrell og major C.A. Schepelern, som blev meget hårdt såret, hvorefter han overtog kommandoen over korpset, hvilket han førte med dygtighed i kampen ved Nybøl; men navnlig i kampen om Dybbøl Banke fik Wilster få dage senere lejlighed til at lægge sin dristighed for dagen, idet han med to kompagnier tilbageerobrede den af fjenden besatte Nybøl Mølle, som han først atter opgav, da overmagten blev for stor. I felttoget 1849 var jægerkorpset tildelt Ryes Brigade og deltog med udmærkelse i kampen ved Kolding 20. april samt navnlig i slaget ved Kolding tre dage senere, da Wilster under katastrofen ved Ejstrup dækkede vore troppers tilbagegang over Kolding Å. Han var ligeledes med ved Viuf og ved Vejle og besatte Aarhus efter kavalerifægtningen den 31. maj. Senere tilbagelagde han med to jægerkompagnier under forhold, der krævede den største forsigtighed og påpassenhed, strækningen Gammel Arnsberg-Helgenæs, i alt 21 mil, på 42 timer. Kort forinden var Wilster udnævnt til major. I 1850 hørte jægerkorpset til Schepelerns brigade, og det udmærkede sig under kampen om Solbro, hvor fjenden gik angrebsvis frem, medens Wilster den 25. juli om morgenen førte sine jægere frem til storm dels over den brændende bro, dels gennem åen.
1846 var han blevet Ridder af Dannebrogordenen og 1848 Dannebrogsmand.

## 2. Slesvigske Krig
Efter fredslutningen forfremmedes Wilster 1851 til oberstløjtnant og 1858 til oberst og kammerherre, hvorefter han i 1860 blev kommandør for 2. Infanteribrigade og kommandant i Slesvig by. Samme år fik han Kommandørkorset af Dannebrog af 1. grad, og i 1863 tillagdes der ham generalmajors karakter. Ved Hærens mobilisering samme efterår blev Wilster ansat som kommandør for 4. Infanteribrigade, der besatte Dannevirkestillingens højre fløj. Ved krigens udbrud 1864 var Wilster kommandør for hærens højre fløj, til begge sider af Frederiksstad, men kom ikke i kamp.
Retræten fra Dannevirke foregik under vanskelige forhold, men han førte alle sine tropper og stillingens kanoner velbeholdne tilbage. Efter en særdeles udmattende march med mange efternølere nåede Wilsters brigade 6. februar, mens der blev kæmpet ved Sankelmark, op i nærheden af Flensborg. Da Wilster fejlagtigt troede at kunne nå kampstedet ret hurtigt, besluttede at tage del i kampen.
Kort efter overtog han efter den sårede general P.F. Steinmann befalingen over 3. Division i Fredericia, men under fægtningen foran denne fæstning den 8. marts såredes han af en granat; geværkuglerne havde altid ladet ham gå ram forbi, som han selv med en hentydning til sin lidenhed sagde – fordi de fløj ham over hovedet. Han blev netop benævnt "Lille Wilster" eller "den lille Major", fordi han var betydeligt under datidens middelhøjde.
Wilster havde fået en høj stjerne hos konseilspræsident D.G. Monrad og havde i marts været på tale som krigsminister i stedet for Carl Lundbye, derefter atter i juni efter C.E. Reich: han "vilde passe godt til Forholdene". I maj havde han endda været nævnt som muligt overgeneralemne.

## Senere virke
Først henimod krigens slutning kunne han atter melde sig til tjeneste og blev da kommandant for 2. Division under Cai Hegermann-Lindencrone, men stilledes ved fredslutningen til rådighed for 1. og senere for 2. Generalkommando. I 1867 udnævntes han til general og chef for 1. jyske Brigade i Aarhus, og her tilbragte han resten af sin tjenestetid, afholdt og æret af alle, med hvem han kom i berøring. 1871 førte han befalingen over lejrdivisionen ved Hald. Da han i 1872 holdt sit 50 års officersjubilæum, benådedes han med Storkorset af Dannebrog, og i 1874 udnævntes han til kommanderende general i 2. Generalkommandodistrikt, hvilken post han beklædte, indtil han i 1878 på grund af alder måtte forlade Hæren. Han døde ugift 27. december 1881.

## Karakteristik
Wilster var en ægte soldaternatur; ikke alene var han i besiddelse af ubetvingeligt mod og dristighed indtil forvovenhed, men han var tillige aldrig bange for at påtage sig ansvaret. Desuden forstod han som få at elektrisere soldaterne, for hvis Vel han altid sørgede med den største omhu, han havde det rette blik for, at troppernes gode moral er den første betingelse for at kunne føre dem til sejr; af sine underordnede forlangte han den strengeste pligtopfyldelse, men han behandlede dem stedse på en ligefrem måde, hvorved han vandt hjerterne. Desuden var Wilster altid rede til at give fuld oprejsning, når han ved sin ilterhed, uden at ville det, havde gjort nogen uret. Endelig var han en glødende patriot og gennemtrængt af den følelse, at det af hans forfædre på valpladsen fortjente og hævdede adelskab pålagde
ham særlige pligter.
Wilster var levende optaget af litteratur og anden åndelig virksomhed og var jævnlig gæst hos Adam Oehlenschläger og B.S. Ingemann. Hans fætter og senere svoger Christian Wilster fik stor indflydelse på hans dannelse.
Wilster stiftede nogle legater for enker og døtre efter officerer og underofficerer.
Han er begravet på Garnisons Kirkegård.

## Gengivelser
- Afbildet på maleri af angrebet 25. juli 1850 af Sophus Schack (Det Nationalhistoriske Museum på Frederiksborg Slot)
- Xylografi 1852 og litografi efter samme forlæg 1853
- Buste af H.W. Bissen (1864, Statens Museum for Kunst)
- Litografi 1867 og efter dette xylografi 1871
- To xylografier 1882, det ene af H.P. Hansen
- Fotografier af Georg E. Hansen og J.E. Bøgh (Det Kongelige Bibliotek)